# Алессандрія (провінція)
Алесандрія (італ. Provincia di Alessandria) — провінція в Італії, у регіоні П'ємонт.
Площа провінції — 3 560 км², населення — 440 225 осіб.
Столицею провінції є місто Алессандрія.

## Географія
Близько 75 % території провінції зайнято горами. На півночі низовина Монферато характеризується великою кількістю височин і долин, по яким протікають річки По і Танаро. В центрі провінції знаходиться плодовита рівнина, яка пересічена річками Танаро, Борміда та їх притоками. На південному заході Алессандрія закінчується височинами Валь Борміда, Валь д'Ерро і Валь д'Орба, які переходять в Апенніни.
На заході Алессандрія межує з провінцією Асті, на півночі з Верчеллі, на сході з регіоном Ломбардія а на півдні з Лігурією.